# Лорика плюмата

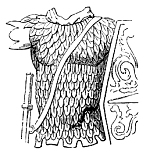
Лорика плюмата. Малюнок 1883 року

Лори́ка плюма́та (лат. lorica plumata) — тип давньоримського панцира (лорика). Назва пов'язана зі словом plūma («перо») і буквально значить «пір'ястий панцир» — через схожість його довгастих пластин з пташиними пір'їнами. Давньоримська назва обладунку невідома, термін lorica plumata з'явився у наші дні.

## Конструкція
Лорика плюмата мала у своїй основі кольчужну сорочку (лорика гамата), на якій вертикально кріпилися металеві пластини, частково перекриваючи одна одну. Унаслідок високої вартості у виробництві та обслуговуванні використовувався виключно воєначальниками (від трибунів та вище). Сучасні науковці сперечаються щодо ефективності подібного панцира у бою, цілком ймовірно, що лорика плюмата була парадним обладунком.